# 후쿠시마 제1 원자력 발전소
후쿠시마 제1 원자력 발전소(일본어: 福島第一原子力発電所, ふくしまだいいちげんしりょくはつでんしょ 후쿠시마 다이이치 겐시료쿠 하쓰덴쇼[*])는 일본 후쿠시마현 후타바군 오쿠마정(1호기 ~ 4호기)과 후타바정(5호기, 6호기)에 있는 원자력 발전소이며, 도쿄전력이 건설하고 운영한 첫 원자력 발전소이다.
2011년 3월 11일, 동일본 대지진으로 원자로 1, 2, 3, 4호기의 냉각 기능이 상실되어 노심이 용해되면서 방사능이 누출되었으며, 후쿠시마 제1원자력 발전소와 제2원자력 발전소 인근 주민 21만 명에 대해 대피령을 발표했다. 이후 제2원자력 발전소는 대피령이 해제되었지만, 제1원자력 발전소는 현재도 강한 방사능 때문에 접근이 불가능한 상태다.

## 설비

비등수형 원자로 Mark I의 일반적인 단면도

6기 모두 비등수형 원자로로, 발전 설비 용량은 4.7 GW이다.
| 원자로                 | 원자로 형식 | 상업 운전 개시   | 정격 출력 | 원자로 개발     | 터빈발전기 개발 | 설계   | 시공        |
| ---------------------- | ----------- | ---------------- | --------- | --------------- | --------------- | ------ | ----------- |
| 1호기 (손상, 대파)     | BWR-3       | 1971년 3월 26일  | 460 MW    | 제너럴 일렉트릭 | 제너럴 일렉트릭 | EBASCO | 가지마 건설 |
| 2호기 (손상, 온도상승) | BWR-4       | 1974년 7월 18일  | 784 MW    | 제너럴 일렉트릭 | 제너럴 일렉트릭 | EBASCO | 가지마 건설 |
| 3호기 (손상, 대파)     | BWR-4       | 1976년 3월 27일  | 784 MW    | 도시바          | 도시바          | 도시바 | 가지마 건설 |
| 4호기 (손상, 폭발)     | BWR-4       | 1978년 10월 12일 | 784 MW    | 히타치          | 히타치          | 히타치 | 가지마 건설 |
| 5호기                  | BWR-4       | 1978년 4월 18일  | 784 MW    | 도시바          | 도시바          | 도시바 | 가지마 건설 |
| 6호기                  | BWR-5       | 1979년 10월 24일 | 1,100 MW  | 제너럴 일렉트릭 | 제너럴 일렉트릭 | EBASCO | 가지마 건설 |
| 7호기 (계획 취소)      | ABWR        | 계획 취소        | 1,380 MW  |                 |                 |        |             |
| 8호기 (계획 취소)      | ABWR        | 계획 취소        | 1,380 MW  |                 |                 |        |             |

## 건설 경과

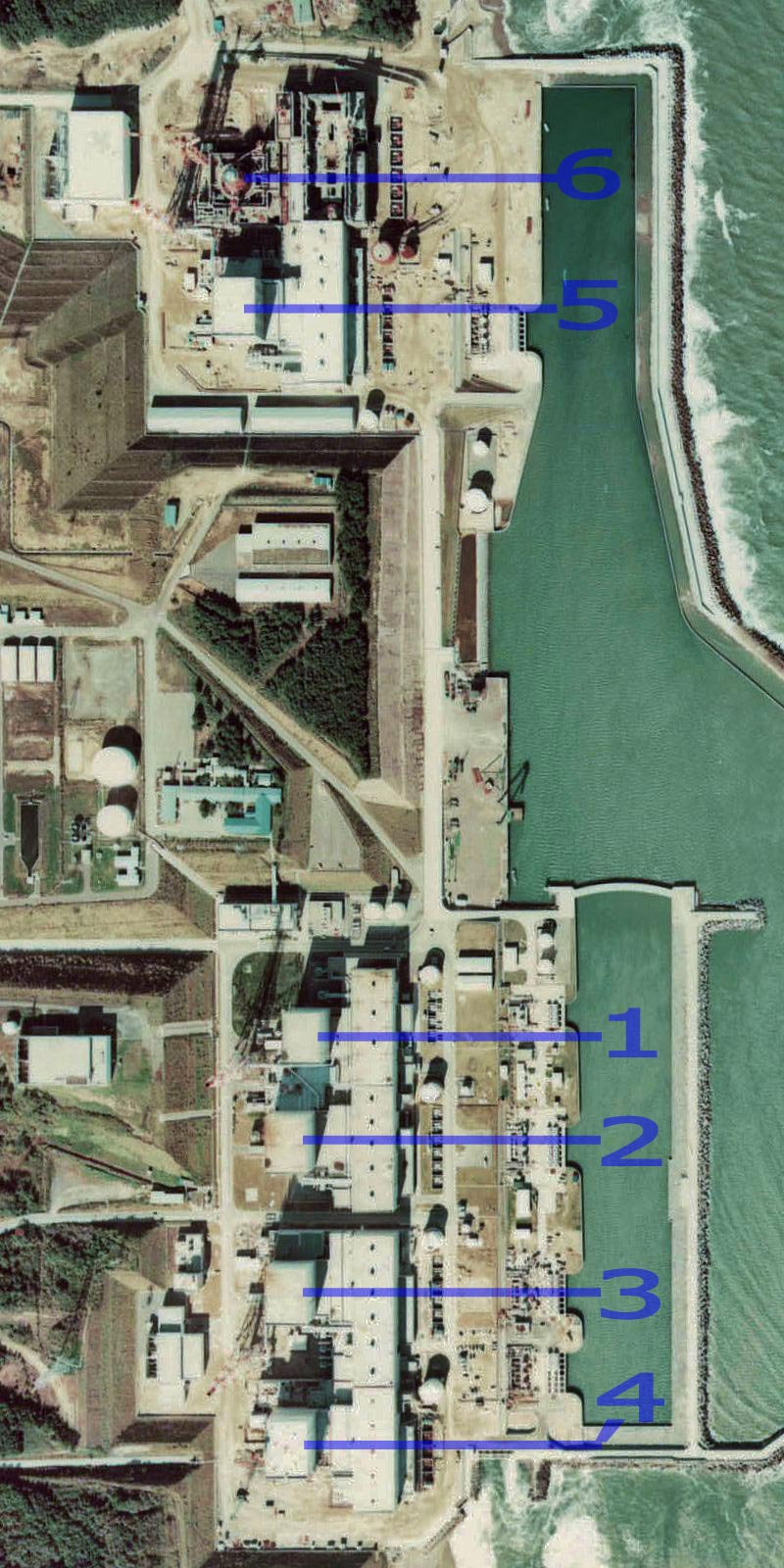
후쿠시마 제1 원자력 발전소의 조감도 (1975년)

후쿠시마 제1 원자력 발전소는 1961년 2월 1일 후쿠시마 제1원전 건설사무소 설치 1965년 4월 8일 원전공사 전에 시추조사와 풍량시험,해일시험 하였다 1966년 11월 25일 착공 기원제 열었다 1966년 12월 1일 미국 제네럴 일렉트릭과 건설 계약을 맺었다. 1966년 12월 10일에 착공하여 1967년 1월 2일 원자로 격납용기가 설치하였고 1970년 9월 28일 원자로 압력용기가 현장에 도착을 하였고 1970년 10월 22일 원자로 제어봉 시험운전을 하였고 1971년 3월 15일 핵연료 집합체가 현장에 도착을 하였고 1971년 3월 22일 핵연료 점검 및 장전 개시을 하였고 1971년 3월 23일 시험운전 후 1971년 3월 26일에 개업 한 핵 시설이다. 후쿠시마 제1 원자력 발전소가 착공 한 1960년대는 일본의 고도경제성장기에 한창이며, 또한 세계에서 핵 실험이 잇따라 있던시기였다. 그러나 1975년 ~ 2004년 Mark-1 원자로 결함사고이 발생이 잦는다 즉, 2011년 3월 12일의 폭발 사고는 "고도 성장기의 부의 유산" 이라고도한다.
건설시에는 나카도리의 후쿠시마시 출신 인 사토 젠이치로(佐藤善一郎) 후쿠시마현 지사, 나카도리의 야나가와 출신 인 키카와다 카즈타카(木川田一隆) 도쿄전력 사장, 하마도리의 나가쓰카 출신 인 아마노 미쓰하루(天野光晴) (후쿠시마 현 의회의원에서 국회의원에 전신), 하마도리의 요쓰쿠라 출신 인 키무라 모리에(木村守江) (국회의원에서 후쿠시마 현 지사에게 전신)의 총 4명이 공모했다.
원자력 발전소 유치가 결정되었다 1960년대 전반에는, 오쿠마와 후타바 (원래 이름：나가쓰카)는 이주가 많은 등 과소하게 고민하고 있으며, 오쿠마과 후타바의 행정 당국이 당시 국회의원이었던 키무라 모리에에 지역 진흥 대해 고민을 털어했는데, "원자력 발전소가 좋은 것이 아닌가?"라고 키무라에서 답변했다. 그리고 착공에 앞서 1950년대에는 당시 후쿠시마현 의회의원이었다 아마노 미쓰하루가 당시 도쿄 전력 간부 (아직 사장으로 취임하기 전에) 이었다 키카와다 카즈타카과 친해지 과소의 타개책으로 원자력 발전소의 유치를 제의했다. 이 흐름을 타고, 그리고 당시 사토 젠이치로 후쿠시마 현 지사도 키무라와 동조하여 원자력 발전소 유치를 결정했다. 이것이 후쿠시마 제1 원자력 발전소 건설의 시작이다.
따라서 사토 젠이치로, 키카와다, 아마노, 키무라의 4명이 공모 수 있었던 요인은 "후쿠시마현"이라는 접점이 있었다. "후쿠시마 현"라는 접점에서 손을 잡고, 후쿠시마 현의 소외 지역에 원자력 발전소를 건설하기로 결정했기 때문이다. 원자력 발전소의 명칭이 "오쿠마"가 아니라 "후쿠시마 제1"가 된 것도 이 공모가 배경에 존재했다. (※ 후쿠시마 현 이외의 일본의 원자력 발전소는 "오나가와"나 "카시와자키 카리와"라는 도시 이름인지, 도시의 1지구 이름이다.)
또 1호기 소재지 인 오쿠마는 구 성시인 타이라 (이와키 시)와 나카무라 (소마 시)에서 등거리에 위치하고 있으며, 쌍방에서 45 km 떨어져있다. 원자로는 가장 타이라 측에 4호기가, 가장 나카무라 측에 6호기가 배치되어 있으며, 타이라 측부터 4호기, 3호기, 2호기, 1호기, 5호기, 6호기가되고있다.

## 사건 사고

### 후쿠시마 원자로 설계결함
1975년, 1~5호기중 4기만 Mark-1 원자로가 냉각장치와 격납용기 손실가능성이 크다고 지적을 해왔지만 도쿄전력에 보고를 하지 않았다.
후쿠시마 제1원전 전직 기술자 데일 G. 브라이든보 외 3명은 결함이 있다고 했지만, 하지만 계속 보고 해봤자 못 믿었다고 해고하였다. 1980년 그러나 후쿠시마현 주민들의 원전 운전 반대 여론이 거세졌다. 일을 받아주지 못한 도쿄전력 측은 계속 운전했기 때문에 불안감이 증폭된다. 매년 사고가 발생된다.

### 일본 최초의 임계사고
1978년 3호기 원자로에 연료봉이 떨어져 일본 최초의 임계 사고를 일으켰다. 도쿄전력은 이 사고를 조직적으로 철저하게 은폐해 왔는데, 29년 뒤인 2007년 3월에야 세상에 알려졌다. 이 사건으로 도쿄전력은 안전조처를 강화하기 보다는 사고가 알려지고 원전가동률이 떨어져 생기는 손실을 피하는 데에만 열심이라는 비난을 받았다.

### 내부 고발자 방출사건
2000년 일본계 미국인 검시관 스가오카 케이는 도쿄전력이 후쿠시마 원전 원자로 균열 사고를 은폐하고 있다고 감독당국에 알렸다. 그러나 당국은 오히려 내부 고발자가 누구인지 도쿄전력에 알려, 그가 업계에서 발을 붙이지 못하게 만들어버렸다.

### 2011년 폭발 사고
2011년 3월 11일, 도호쿠 지방 태평양 앞바다 지진과 그로 인한 쓰나미의 여파로 후쿠시마 제1원자력 발전소의 냉각 시스템이 고장나면서 폭발 등으로 대파되어 가동 중지되었으며, 이 사고는 국제 원자력 사고 등급 7등급 사고이며, 체르노빌 원자력 발전소 사고와 같은 등급이다.

## 논란
일본의 후쿠시마 제1원자력 발전소 등 핵 시설의 비상 사태는 핵의 미래에 대한 의문을 제기하였다. 플래츠는 "일본의 후쿠시마 핵 발전소의 위기 상황이 전 세계로 퍼져나가는 원자로의 안정성을 검토하고 에너지 소모 국가를 선도하는 것인지 묻는 메시지가 있다"고 밝혔다.

## 같이 보기
- 일본의 지진 목록
- 일본의 원자력 발전